# Haldea striatula
Haldea striatula är en ormart som beskrevs av Carl von Linné 1766. Haldea striatula är ensam i släktet Haldea som ingår i familjen snokar. IUCN kategoriserar arten globalt som livskraftig. Inga underarter finns listade i Catalogue of Life.
Arten förekommer i östra USA. Den lever främst i torra och delvis klippiga landskap som gräsmarker, ödemark och torra skogar. Ibland besöks kanter av träskmarker, trädgårdar och mindre vattendrag. Individerna gömmer sig ofta under träbitar, bark eller annan bråte.
Haldea striatula blir 18 till 25 cm lång. Den äter daggmaskar och andra mjuka ryggradslösa djur. Honor lägger inga ägg utan föder levande ungar.

## Bildgalleri

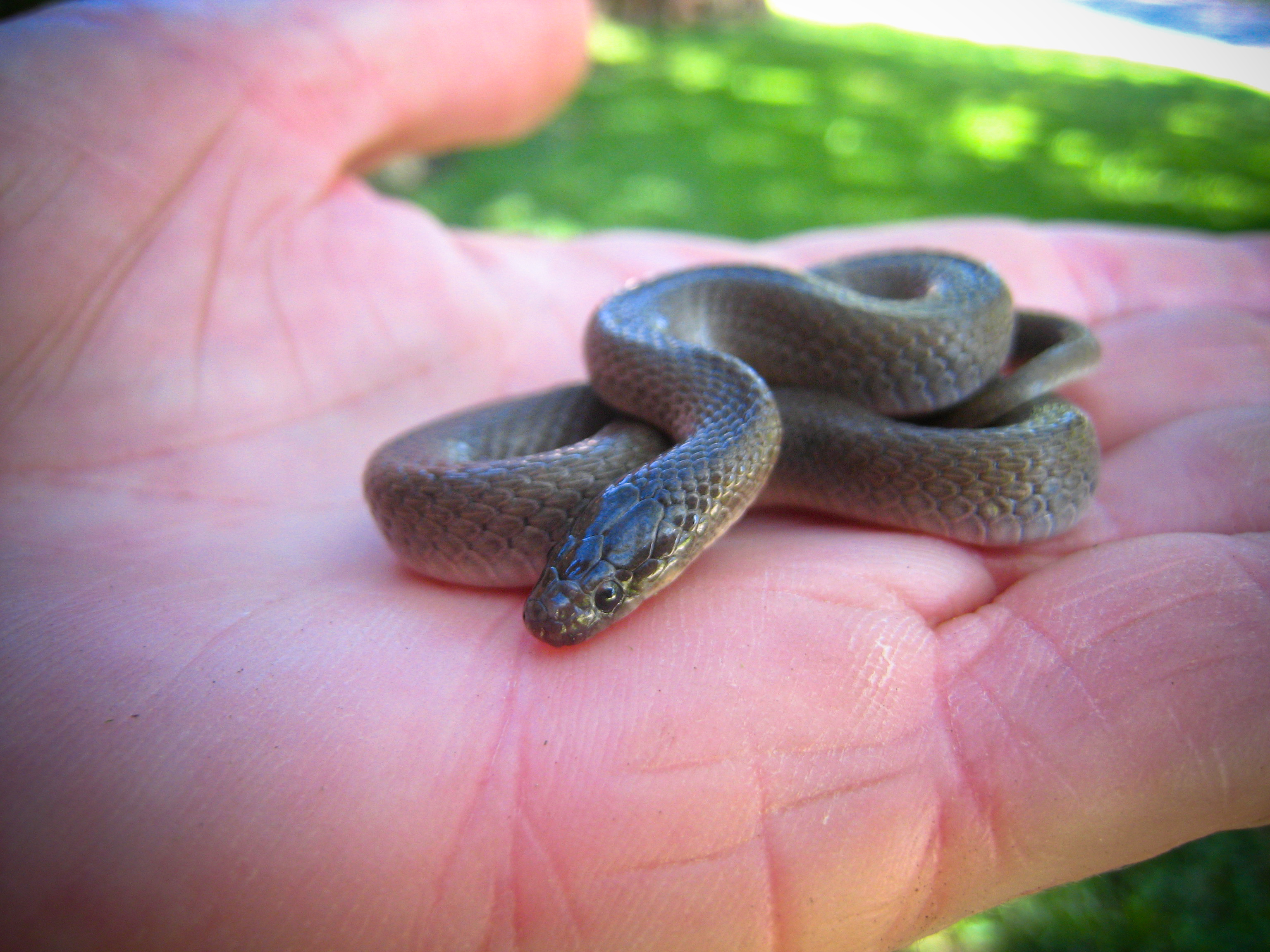